# Pekka Hannikainen
Pekka Hannikainen   (Nurmes, 9 de desembre de 1854 - Hèlsinki, 13 de setembre de 1924), nom complet Pekka Juhani Hannikainen, fou un compositor, poeta i director de cor finlandès.

## Biografia

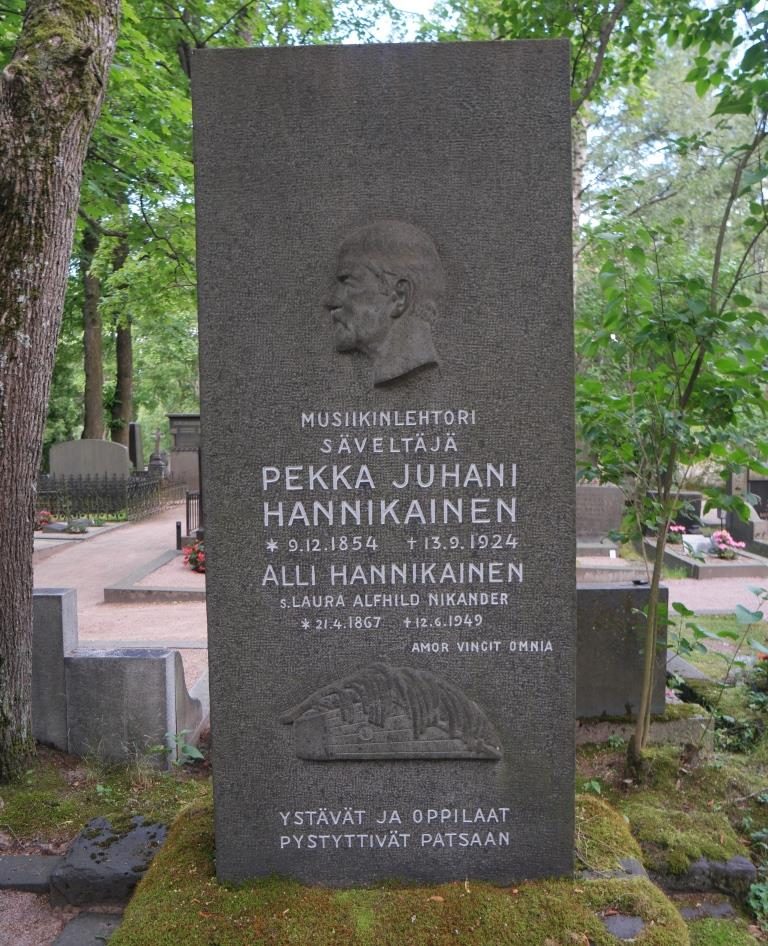
Tomba de Pekka Juhani Hannikainen al Cementiri de Hietaniemi a Hèlsinki

Hannikainen va néixer a Nurmes, a la granja Lehtovaara, Carèlia Septentrional. Va heretar els dons musicals del seu pare Heikki Hannikainen, que era campaner d'església, i de la seva mare, Eeva Heikintytär Hannikainen, va heretar els seus dots artístics visuals. Nurmes, una parròquia remota de l'est de Finlàndia, no oferia a P.J. Hannikainen oportunitats per obtenir una educació escolar, de manera que va anar a l'escola a Jyväskylä. Es va graduar com a estudiant el 1875, i després va anar a la Universitat de Hèlsinki per estudiar química.
A la universitat, Pekka Hannikainen participà en una ampli ventall d'activitats de l'Associació d'Estudiants de Savònia - Carèlia: dirigia cors, tocava el violí, componia, escrivia poesia i traduïa literatura al finès. En aquella època, l'associació estava banyada per l'ambient del despertar nacional i Pekka Hannikainen s'interessà en la recopilació de cançons i poemes tradicionals. Durant els seus estudis, el seu gran èxit va ser la creació del primer del cor estudiantil, el Ylioppilaskunnan Laulajat, que va dirigir del 1882 al 1885.
Després de graduar-se, Hannikainen va treballar com a professor de música al Seminari de Jyväskylä el 1887−1917. En aquest càrrec, va fer un treball pioner en educació musical. També va editar la primera revista musical en llengua finlandesa, Säveleitä. A Jyväskylä, P.J. Hannikainen és conegut per haver fundat el Cor Masculí Sirkat. La seva muller, Alli Hannikainen, que era professora de música, va fundar el Cor Femení Vaput. Ambdós cors continuen sent corals actives i pròsperes, amb més de cent anys d’antiguitat.
P. J. Hannikainen i Allin van tenir sis fills, cinc nens i una nena, que va morir per causa de l'escarlatina als 3 anys.Dels nens dels Hannikainen, Ilmari, Arvo, Tauno i Väinö, foren també notables músics de concerts.
P.J. Hannikainen va passar els darrers anys de la seva vida a Hèlsinki, on va morir el 13 de setembre de 1924. Està enterrat al Cementiri de Hietaniemi de la capital finlandesa.

## Música
Va compondre per a diferents formes corals: cors masculins, femenins i mixts, així com cors infantils. El nombre total de composicions corals s’eleva a unes 250 cançons, la majoria de les quals són cançons per a cor mixt. Les cançons, que van coincidir amb l’auge del despertar nacional, estan relacionades amb la tradició finlandesa. Hannikainen va ser un compositor autodidacta, excepte algunes lliçons de teoria.
Tot i que Hannikainen va compondre principalment com a afició, moltes de les seves cançons encara formen part de les peces favorites dels cors. Entre les seves cançons més famoses es poden esmentar Karjalaisten laulu, Keski-Suomen laulu, Enkeli ohjaa (Maan korvessa kulkevi lapsosen tie), Mökin laittaja,Joulupukki (Joulupukki, joulupukki, valkoparta, vanha ukki) i Oravan pesä. També va traduir al finès l'obra de Zachris Topelius En sommardag i Kangasala.